# ゼベック・オンライン
『ゼベック・オンライン』は、2003年1月から2005年4月1日まで東京MXテレビ（現・TOKYO MX）で放送されていたテレビ番組。

## 概要
前番組『5時の魔法使い』の流れで、東京都千代田区有楽町のビックカメラ有楽町本館内にあったサテライトスタジオ、ゼベックスタジオ（現在は閉鎖）からの公開生放送で送る平日夕方のバラエティー。この番組はインターネットを通じて全国、全世界に放送されていた（Windows Media Player形式）。

## 放送時間
- 本放送（生放送、毎週月曜日 - 金曜日）

1. 17:05 - 18:30（2003年1月 - 2004年3月）
2. 17:00 - 18:00（2004年4月 - 2005年3月）

- 再放送（本放送日深夜）

26:00 - 27:00（2004年9月 - 2005年3月）

## 出演者

### 総合MC
- 初代 - 橘しんご（2003年1月 - 2004年3月）
- 2代目 - 満島ひかり（Folder5）（2004年4月 - 2004年9月）
- 3代目 - 徳光正行（2004年10月 - 2005年3月）

### アシスタント
- 初代 - 三橋伴美（2003年1月 - 2003年9月）
- 2代目 - 満島ひかり（2003年10月 - 2004年3月）
- 3代目 - 満島ひかり（月曜日 - 水曜日）、藤井悠（木曜日 - 金曜日）（2004年10月 - 2005年3月）

※アシスタントの2004年4月 - 2004年9月は、総合MCに統合

### 曜日MC

#### 月曜日
- 拝郷メイコ（2003年1月 - 2003年3月）
- 紫苑（2003年4月 - 2003年9月）
- ヴェートーベン、WAGE、流れ星（2003年10月 - 2004年3月）
- キャン×キャン、J☆girl（2004年4月 - 2004年9月）

徳光正行（2004年8月 - 2004年9月）
- 平畠啓史（DonDokoDon）（2004年10月 - 2005年3月、番組では「平畠杯争奪！スター大喜利」と題し、若手芸人4組が登場し、大喜利をやっていた。グランドチャンピオン大会の結果東京ダイナマイトが優勝。）

#### 火曜日
- 五十嵐はるみ（2003年1月 - 2004年3月）
- 古川タロヲ（2004年4月 - 2005年3月）

#### 水曜日
- 福原裕美子（2003年1月 - 2003年3月）
- Lead（2003年4月 - 2003年9月）
- Lead、やまもとまさみ（2003年10月 - 2004年9月）
- Lead（2004年10月 - 2005年3月）

#### 木曜日
- Lead（2003年1月 - 2003年3月）
- 福原裕美子（2003年4月 - 2004年3月）
- ターニャ・ユージロー（2004年4月 - 2004年9月）
- キャン×キャン（2004年10月 - 2005年3月）

J☆girl（2004年10月 - 2004年11月）

#### 金曜日
- DASEIN（2003年1月 - 2003年10月）
- Waive（2003年11月 - 2003年12月）
- move（現・M.O.V.E）（2004年1月 - 2004年3月）
- ヴェートーベン、WAGE、流れ星（2004年4月 - 2004年9月）

田中雄望（2004年8月 - 2004年9月）
- ターニャ・ユージロー（2004年10月 - 2005年3月）

### 変遷
| 担当         | 担当         | 出演者（2003年1月 - 3月） |
| ------------ | ------------ | ------------------------- |
| 総合MC       | 総合MC       | 橘しんご                  |
| アシスタント | アシスタント | 三橋伴美                  |
| 曜日MC       | 月曜         | 拝郷メイコ                |
| 曜日MC       | 火曜         | 五十嵐はるみ              |
| 曜日MC       | 水曜         | 福原裕美子                |
| 曜日MC       | 木曜         | Lead                      |
| 曜日MC       | 金曜         | DASEIN                    |

| 担当         | 担当         | 出演者（2003年4月 - 9月） |
| ------------ | ------------ | ------------------------- |
| 総合MC       | 総合MC       | 橘しんご                  |
| アシスタント | アシスタント | 三橋伴美                  |
| 曜日MC       | 月曜         | 紫苑                      |
| 曜日MC       | 火曜         | 五十嵐はるみ              |
| 曜日MC       | 水曜         | Lead                      |
| 曜日MC       | 木曜         | 福原裕美子                |
| 曜日MC       | 金曜         | DASEIN                    |

| 担当         | 担当         | 出演者（2003年10月 - 2004年3月）                               |
| ------------ | ------------ | -------------------------------------------------------------- |
| 総合MC       | 総合MC       | 橘しんご                                                       |
| アシスタント | アシスタント | 満島ひかり                                                     |
| 曜日MC       | 月曜         | ヴェートーベン/WAGE/流れ星                                     |
| 曜日MC       | 火曜         | 五十嵐はるみ                                                   |
| 曜日MC       | 水曜         | Lead/やまもとまさみ                                            |
| 曜日MC       | 木曜         | 福原裕美子                                                     |
| 曜日MC       | 金曜         | DASEIN<2003年10月>/Waive<2003年11月 - 12月>/move<2004年1月 - > |

| 担当   | 担当   | 出演者（2004年4月 - 9月）                         |
| ------ | ------ | ------------------------------------------------- |
| 総合MC | 総合MC | 満島ひかり                                        |
| 曜日MC | 月曜   | キャン×キャン/J☆girl/徳光正行<2004年8月 - >       |
| 曜日MC | 火曜   | 古川タロヲ                                        |
| 曜日MC | 水曜   | Lead/やまもとまさみ                               |
| 曜日MC | 木曜   | ターニャ・ユージロー                              |
| 曜日MC | 金曜   | ヴェートーベン/WAGE/流れ星/田中雄望<2004年8月 - > |

| 担当         | 担当         | 出演者（2004年10月 - 2005年3月）                    |
| ------------ | ------------ | --------------------------------------------------- |
| 総合MC       | 総合MC       | 徳光正行                                            |
| アシスタント | アシスタント | 満島ひかり<月曜日 - 水曜日>/藤井悠<木曜日 - 金曜日> |
| 曜日MC       | 月曜         | 平畠啓史                                            |
| 曜日MC       | 火曜         | 古川タロヲ                                          |
| 曜日MC       | 水曜         | Lead                                                |
| 曜日MC       | 木曜         | キャン×キャン/J☆girl< - 2003年11月>                 |
| 曜日MC       | 金曜         | ターニャ・ユージロー                                |